# Ken Webster
Kendarius DeMaureya Webster (Decatur, 19 giugno 1996) è un giocatore di football americano statunitense attualmente free agent, che gioca nel ruolo di cornerback.

## Carriera professionistica

### New England Patriots
Webster fu scelto nel corso del settimo giro (252º assoluto) del Draft NFL 2019 dai New England Patriots. Fu svincolato il 31 agosto 2019

### Miami Dolphins
Il 1º settembre 2019 Webster firmò con i Miami Dolphins. Debuttò come professionista subentrando nel secondo turno proprio contro i Patriots, mettendo a segno un tackle. La sua prima stagione si chiuse con 19 tackle e un passaggio deviato in 8 presenze, 5 delle quali come titolare.